# Erysimum caespitosum
Erysimum caespitosum är en korsblommig växtart som beskrevs av Dc. Erysimum caespitosum ingår i släktet kårlar, och familjen korsblommiga växter. Inga underarter finns listade i Catalogue of Life.